# Il sole negli occhi
Il sole negli occhi är en italiensk dramafilm från 1953 i regi av Antonio Pietrangeli.

## Roller (urval)
- Irene Galter – Celestina
- Gabriele Ferzetti – Fernando
- Paolo Stoppa – Egisto Palmucci
- Lia Di Leo – Gina
- Pina Bottin – Italia
- Anna Maria Dossena – Elvira
- Aristide Baghetti – professor Nicotera
- Attilio Martella – Vittorio Emanuele Lo Russo
- Turi Pandolfini – Macaluso
- Francesco Mulè – Marcucci